# Bobby Solo

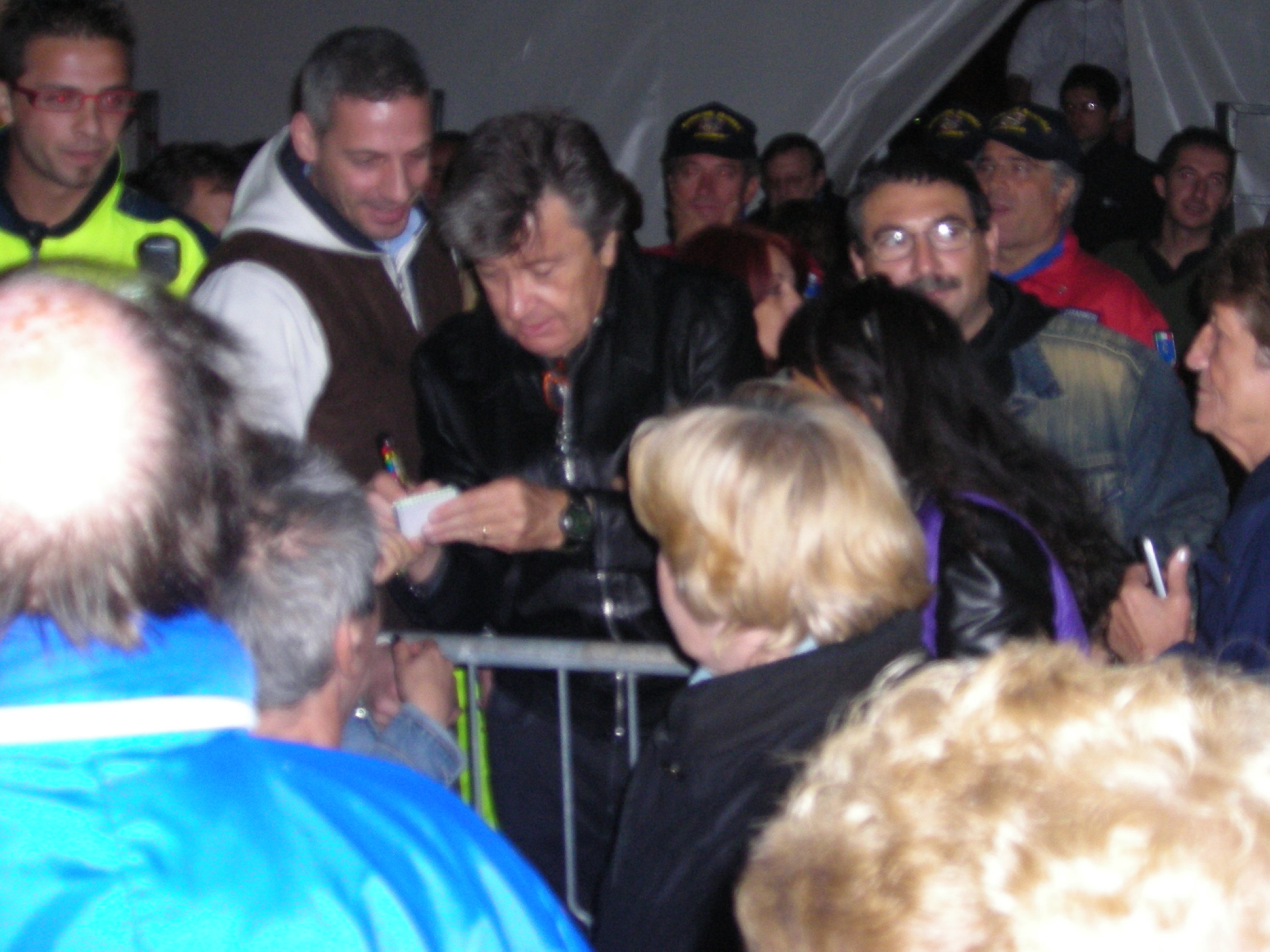
Bobby Solo rozdaje autografy (2008)

Bobby Solo, właśc. Roberto Satti (ur. 18 marca 1945 w Rzymie) – włoski wokalista wykonujący muzykę country, bluesową, rock and rollową i disco.
Satti postanowił zostać wokalistą po obejrzeniu filmu Więzienny rock ze swoim idolem i wzorem do naśladowania, Elvisem Presleyem, w roli głównej.
W 1963 roku nagrał dla wytwórni Ricordi Record Company w Mediolanie pierwszy singiel z utworami „Ora che sei già una donna” i „Valeria”. Rok później zadebiutował na Festiwalu Piosenki Włoskiej w San Remo z utworem „Una lacrima sul viso”, ale został zdyskwalifikowany za używanie playbacku podczas występu. W 1965 roku wygrał festiwal, wykonując utwór „Se piangi, se ridi”, z którym reprezentował Włochy podczas finału 10. Konkursu Piosenki Eurowizji, w którym zajął 5. miejsce. W 1969 roku ponownie wystartował na Festiwalu Piosenki Włoskiej, tym razem z piosenką „Zingara”, która wykonał w duecie z Ivą Zanicchi. 
Po okresie mniejszej popularności w latach 70., kiedy to m.in. bez sukcesów prowadził wytwórnię płytową The Chantalain Recording Studio, zaistniał ponownie w epoce disco. W latach 80., pod pseudonimem Robot Trio, nagrywał kolejne przeboje wraz z przyjaciółmi Little Tonym i Rosanną Fratello.
W 2003, wspólnie z Little Tonym, po raz kolejny pojawił się na Festiwalu Piosenki Włoskiej w San Remo, wykonując utwór „Non si cresce mai”.

## Życie prywatne
Z pierwszą żoną, francuską tancerką Sophie Teckel, ma troje dzieci. Jego druga żona Tracy, jest Amerykanką o koreańskim pochodzeniu. Bobby Solo ma też córkę ze związku pozamałżeńskiego z piosenkarką Mimmą Foti.

## Największe przeboje
- Una lacrima sul viso
- Credi a me
- Se piangi, se ridi
- Quello sbagliato
- Cristina
- Questa volta
- Per far piangere un uomo
- Non c’è più niente da fare
- Siesta
- Zingara
- Domenica d’agosto
- Gelosia